# Уникальная Земля: Почему высокоразвитая жизнь не является распространённым явлением во Вселенной
«Уникальная Земля: Почему высокоразвитая жизнь не является распространённым явлением во Вселенной» — научно-популярная книга 2000 года об астробиологии, написанная геологом и биологом-эволюционистом Питером Уордом в соавторстве с космологомом и астробиологом Дональдом Браунли. Книга излагает аргументы и доводы в пользу так называемой гипотезы уникальной земли, согласно которой жизнь во Вселенной встречается крайне редко.

## Содержание
Уорд и Браунли утверждают, что Вселенная — чрезвычайно враждебное место и почти не допускает появления сложной жизни. Если предположить, что наличие простейших микроорганизмов не является чем-то необычным для Вселенной, то сложная разумная жизнь требует крайне маловероятного стечения обстоятельств. Утверждается, что среди основных критериев для жизни: планета земной группы с тектоникой плит и кислородом, большой луной и магнитным полем, наличие газового гиганта, подобного Юпитеру для защиты от астероидов, а также орбита в обитаемой зоне звезды правильного типа.
Кроме того, события в геологическом прошлом Земли, такие как Земля-снежок, Кембрийский взрыв, эпохи массового вымирания, которые почти уничтожили жизнь на Земле, также делают существование и выживание сложной жизни чрезвычайно редким явлением. Учёные предполагают, что сложная жизнь уязвима для внезапных и серьезных изменений в окружающей среде и чаще подвержена вымиранию. Далее Уорд и Браунли пишут, что из-за огромных размеров Вселенной, даже если Земля не единственная планета во Вселенной со сложной жизнью, такие планеты все равно будут появляться только в относительно небольшом количестве. И скорее всего, они всегда будут слишком далеко, чтобы они могли вступить в контакт друг с другом. Наконец, они предсказывают неизбежную деградацию биосферы Земли ввиду деятельности человека, а также разрушительное влияние земной цивилизации на возможную биосферу других планет.

## Реакция
Редкая земля привлекла значительное внимание как в средствах массовой информации, так и в академических кругах. Он был процитирован во многих последующих статьях в области геологии и астробиологии. Кристофер Маккей написал положительный отзыв под названием Неужели совсем одни?" в журнале Science. Times провозгласила гипотезу ответом на принцип Коперника. Discover описал его как «холодный душ для уфологов». Научная аргументация книги получила высокую оценку средств массовой информации, включая Newsday и The Economist . CNN описал содержание книги как ответ на парадокс Ферми. Несколько астрономических журналов также высоко оценили книгу, в том числе Sky & Telescope, Astronomy, American Scientist, Popular Mechanics и Physics Today.
Впрочем книга подверглась и критике. Первоначально объявив книгу «обязательной к прочтению», геолог Джеймс Кастинг написал весьма критический отзыв в журнале «Перспективы биологии и медицины», оспаривая его ограничительные критерии. В ответ на книгу Уорда и Браунли вышла «Эволюция инопланетян» Джека Коэна, который описал рассуждения ученых как ограниченные и лишенные воображения, а также примером кругового рассуждения. Книга Дэвида Дарлинга «Жизнь повсюду» также была написана в ответ на книгу «Уникальная земля», и Дарлинг описывает гипотезу как «описание того, как жизнь возникла на Земле» с выбором факторов, которые лучше всего подходят для случая.
По словам Роберта К. Логана, нет ничего удивительного в том, что книга вызвала резонанс среди неокреационистов. В то время как Уорд и Браунли настаивают, что жизнь на Земле существует благодаря случайности, многие участники движения считают это свидетельством разумного замысла. Кроме того, считается, что Гильермо Гонсалес, написавший книгу «Привилегированная планета» и введший в оборот термин Галактическая обитаемая зона, также опирался на книгу «Уникальная Земля».